# Complesso vulcanico del Monte Edziza
Il complesso vulcanico del Monte Edziza è un grande e potenzialmente attivo vulcano complesso orientato in senso nord-sud che si trova nella regione di Stikine, nella parte nordoccidentale della Columbia Britannica, in Canada, circa 38 km a sudest della piccola comunità di Telegraph Creek.

## Descrizione
Il complesso occupa la porzione sudorientale del Tahltan Highland, una parte elevata dell'altopiano e delle basse catene montuose, a est delle Boundary Ranges e a sud dell'Inklin River, che è la biforcazione orientale del fiume Taku. Trattandosi di un complesso vulcanico, consiste di molti tipi di vulcani: vulcani a scudo, stratovulcani, caldere, duomi di lava e coni di scorie.
La maggior parte del complesso vulcanico è compresa all'interno di un grande parco provinciale chiamato Mount Edziza Provincial Park. Il parco, la cui denominazione deriva dal Monte Edziza, ha un'estensione di 2660,95 km² e fu istituito nel 1972 per preservare la peculiare ricchezza vulcanica e culturale della parte settentrionale della Columbia Britannica.
Il complesso vulcanico del Monte Edziza è situato in un'area remota, priva di collegamenti stradali e raggiungibile solo attraverso sentieri. L'accesso più agevole è tramite la Highway 37 e il raccordo autostradale da Dease Lake a Telegraph Creek. A Kinaskan Lake occorre poi prendere un sentiero che si inoltra per circa 30 km fino al centro del complesso. Da Telegraph Creek parte un altro sentiero che in 25 km conduce al fianco settentrionale del Monte Edziza.

## Origini

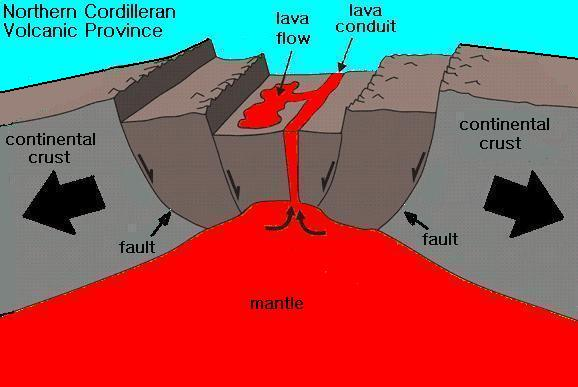
Il rifting della provincia vulcanica della Cordigliera settentrionale

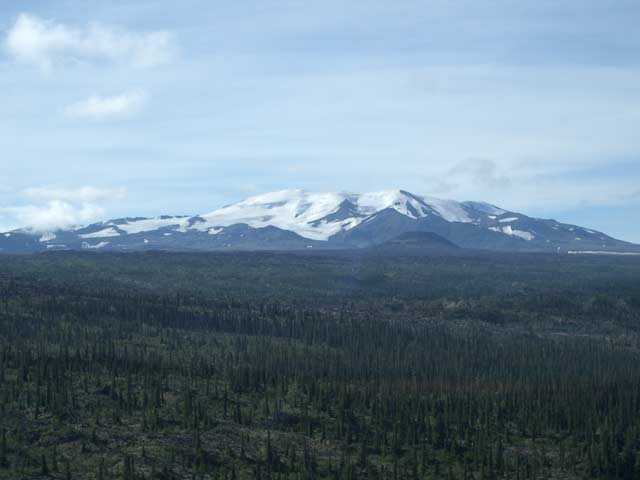
Il Monte Edziza, vulcano principale del complesso vulcanico del Monte Edziza

Il complesso vulcanico del Monte Edziza ha cominciato a formarsi circa 7,5 milioni di anni fa e da allora ha continuato ad accrescersi. Come altri vulcani della parte nordoccidentale della Columbia Britannica, il complesso vulcanico trae la sua origine da un rifting continentale, un lungo margine divergente dove la litosfera viene a separarsi.  Qui la crosta continentale della placca nordamericana viene stirata a una velocità di circa 2 cm all'anno, quale risultato dello slittamento della placca pacifica lungo la faglia della Regina Carlotta verso la fossa delle Aleutine, che si estende lungo la linea costiera meridionale dell'Alaska e le adiacenti acque della Siberia nordorientale al largo della costa della penisola della Kamčatka. In seguito allo stiramento delle crosta continentale, le rocce in prossimità della superficie si fratturano dando luogo alla formazione di faglie. Il magma basaltico risale lungo queste fratture dando luogo a eruzioni passive di lava note come eruzioni effusive.
La zona di rift esiste da almeno 20 milioni di anni e ha dato luogo a una catena vulcanica chiamata Provincia vulcanica della Cordigliera settentrionale, che si estende dal confine tra Alaska e Yukon fino alla vicina città portuale di Prince Rupert nella Columbia Britannica. Parecchi vulcani attualmente dormienti sono potenzialmente attivi e tre di essi hanno eruttato nelle ultime centinaia di anni: a due di queste eruzioni hanno assistito le popolazioni autoctone e i minatori del posto durante il XVIII e XIX secolo.
Il Tseax Cone, andato in eruzione nel XVIII secolo, è il vulcano storicamente attivo più meridionale della provincia, mentre il più settentrionale è considerato il vulcano Prindle, situato nella parte più orientale dell'Alaska centrale e che è stato in attività durante il Pleistocene.